# کرابتری (اورگن)
کرابتری (به انگلیسی: Crabtree) یک منطقهٔ مسکونی در ایالات متحده آمریکا است که در Linn County واقع شده‌است. کرابتری ۳۹۱ نفر جمعیت دارد.